# Национальный музей древностей Таджикистана
Национа́льный музе́й древносте́й Таджикистана́ (тадж. Осорхонаи миллии бостоншиносии Тоҷикистон) — расположен в столице Таджикистана — Душанбе. Музей особенно известен своими фресками из Пенджикента.

## История создания
Музей был создан в 1934 году на основе Выставки достижений народного хозяйства и экспедиционных исследований Таджикской базы Академии наук СССР. Тогда в музее насчитывалось всего 530 экспонатов. C течением времени коллекция музея пополнялась археологическими и этнографическими находками, включающими в себя: керамику, металл, оружие, ювелирные украшения, нумизматику, рукописи, скульптуру, предметы быта, вышивки, памятниками изобразительного искусства и культуры народов Таджикистана. В музее был создан отдел нумизматики, где собраны единичные и случайные находки монет различных периодов истории края.
Наиболее широко в фондах музея представлены коллекции бытовой посуды — чаши, кувшины, сосуды различных форм, ювелирные украшения из стекла, камня, фрагменты оружия.
Коллекция музея пополнялась и предметами материальной культуры, особенно образцами декоративного искусства средневековой архитектуры края, где особое место принадлежит искусству резьбы по дереву, ганчу (среднеазиатское азиатское название вяжущего материала, получаемого обжигом камня видной породы, содержащей гипс и глину. Используется как штукатурка, основа для резного декора, материал для скульптуры) и настенные росписи.
Вначале вся коллекция музея располагалась в тесных комнатах и подвалах (хранилище) Института истории Академии наук Таджикской ССР. После приобретения независимости Республики Таджикистан, различные неправительственные организации и посольства зарубежных стран начали выделять гранты для оснащения музея.
4 апреля 1996 года музей был переименован в Национальный музей древностей Таджикистана при Институте истории, археологии и этнографии Академии наук Таджикистана, открытие которого состоялось в 2001 году.

## Уникальные экспонаты

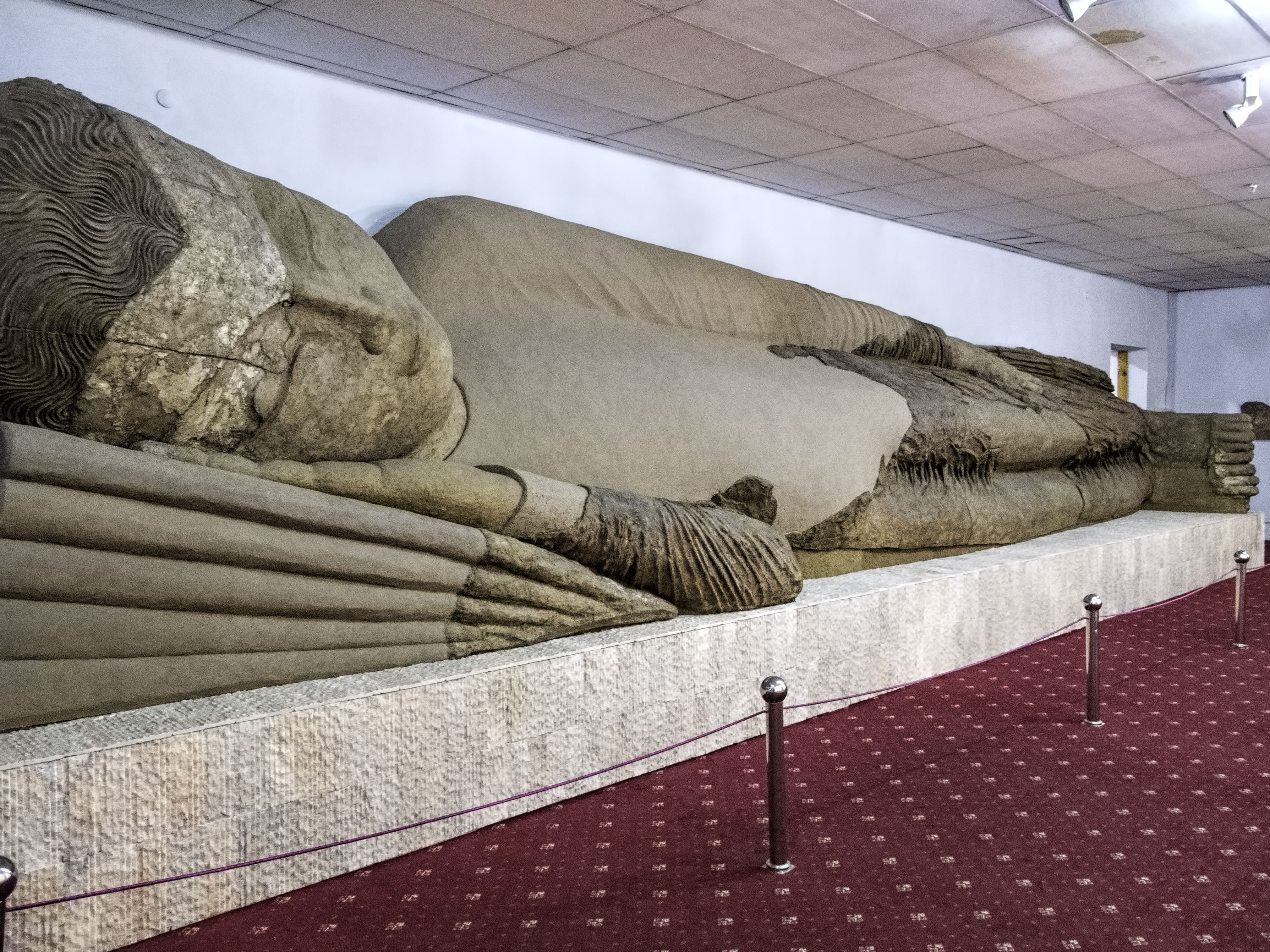
Большой Будда

В коллекции музея имеются уникальные находки, такие как сохранившийся артефакт «Царицы Саразма» в Саразме Согдийская область, около города Пенджикент и двенадцатиметровая фигура Будды, найденная археологами в 1961 году в местечке Аджина-тепа на юге Таджикистана, Хатлонская область, около города Курган-Тюбе и другие предметы, которым международной организацией ЮНЕСКО присвоен статус номинанта на Памятник Всемирного наследия.

## Хронологические рамки коллекции музея
Хронологически коллекция музея охватывает период от эпохи бронзы, IV тысячелетие до н. э., до начала XX века.

## Веб-представительство музея
Подробная информация о музее, его коллекциях, экспозициях, сотрудниках, публикациях и проектах доступна по адресу Национальный музей древностей Таджикистана. Веб-представительство музея было создано в сотрудничестве с Цифровым архивом и Исследовательским центром университета Рукоки (Япония).

## Артефакты

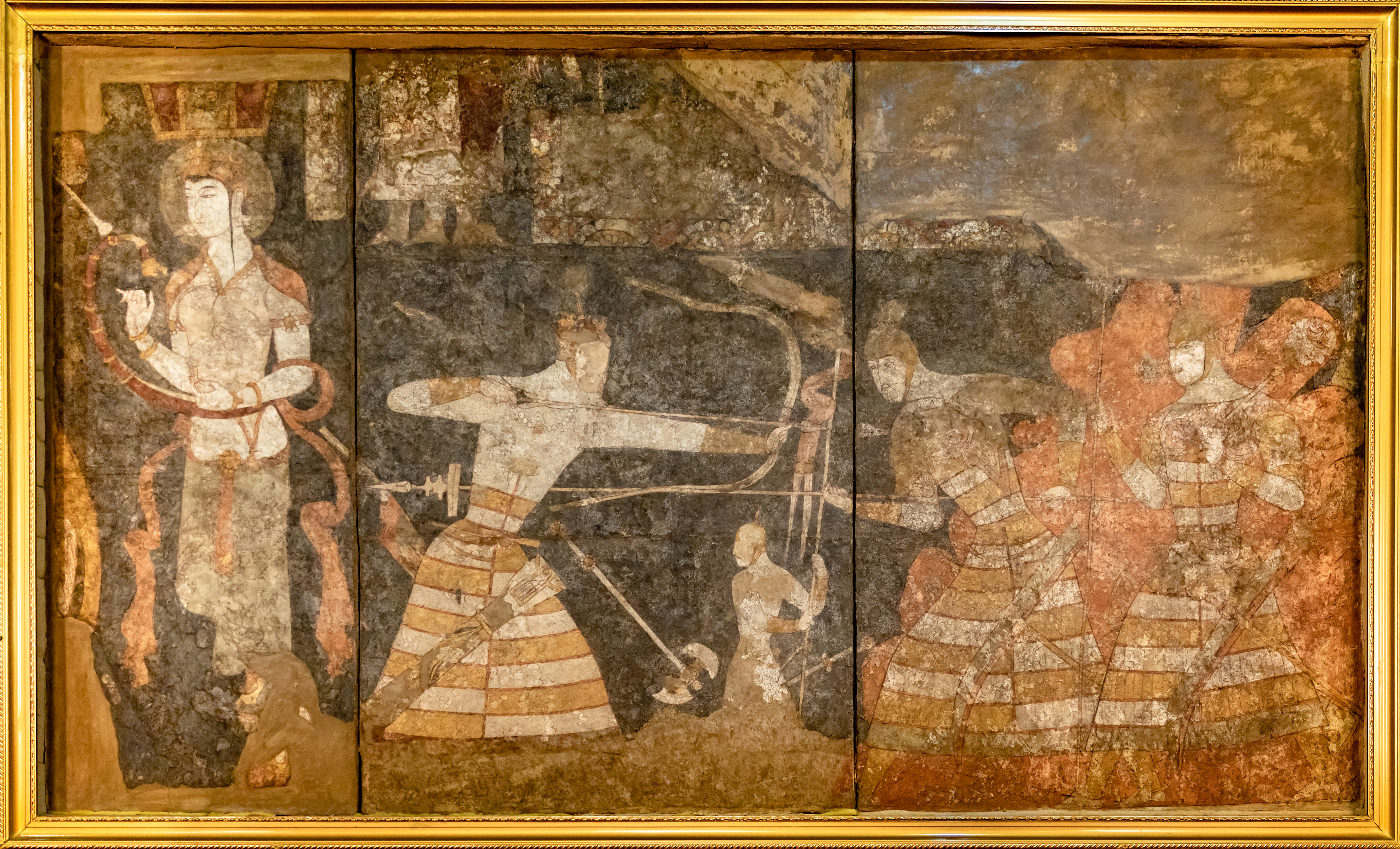
Фреска из Пенджикента
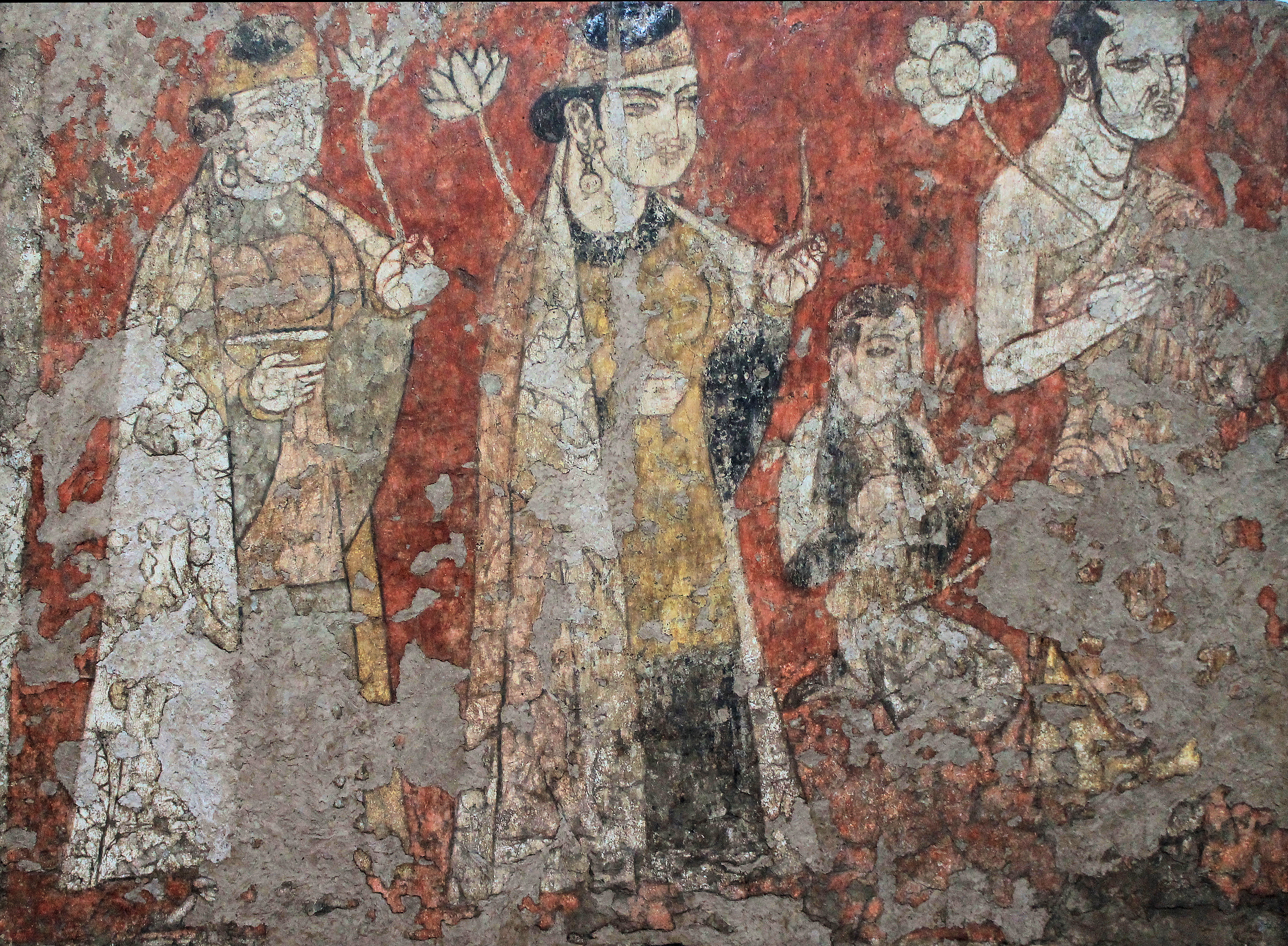
Фреска из Калаи Кафирниган[6].
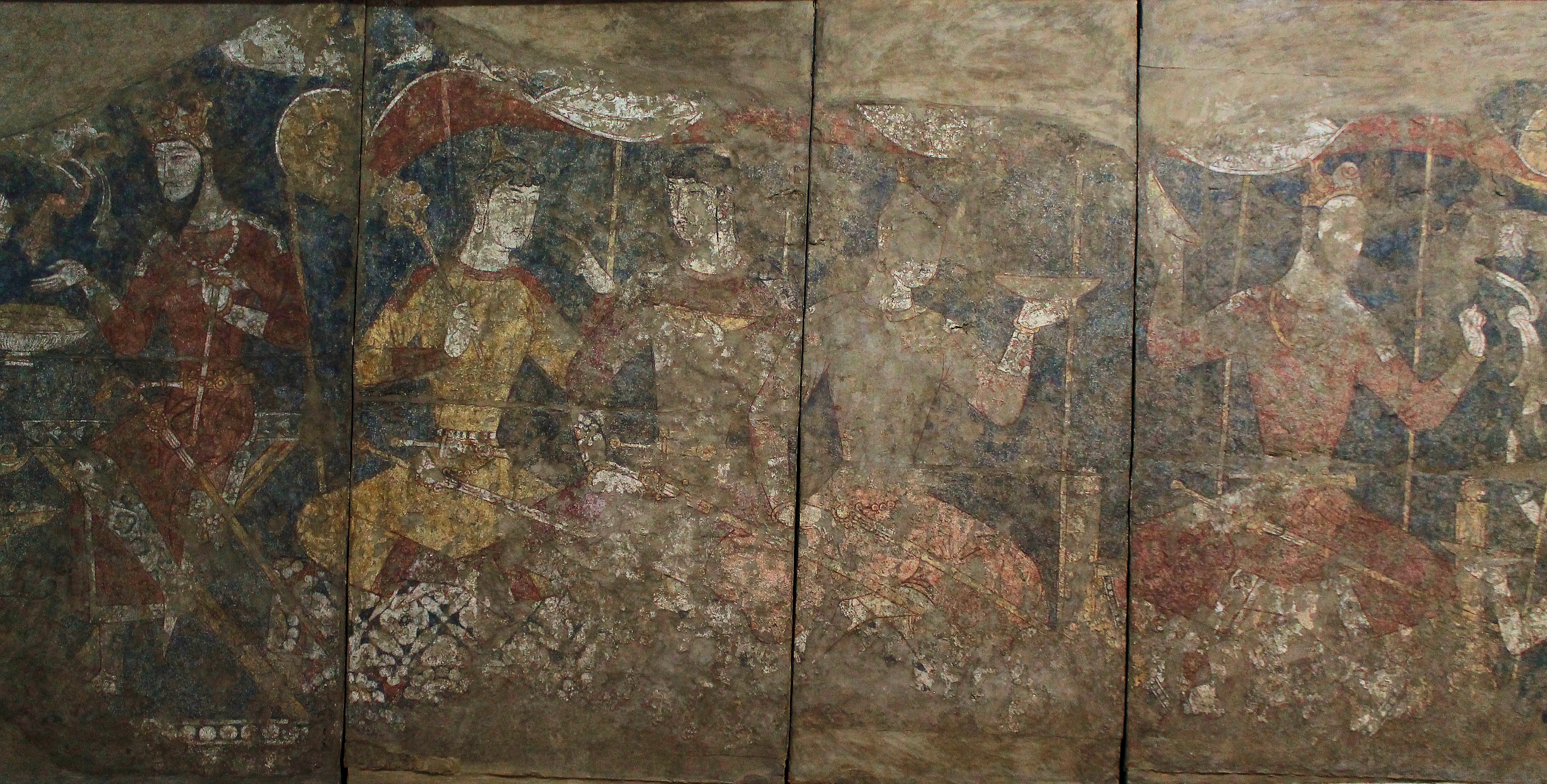
Фреска из Пенджикента
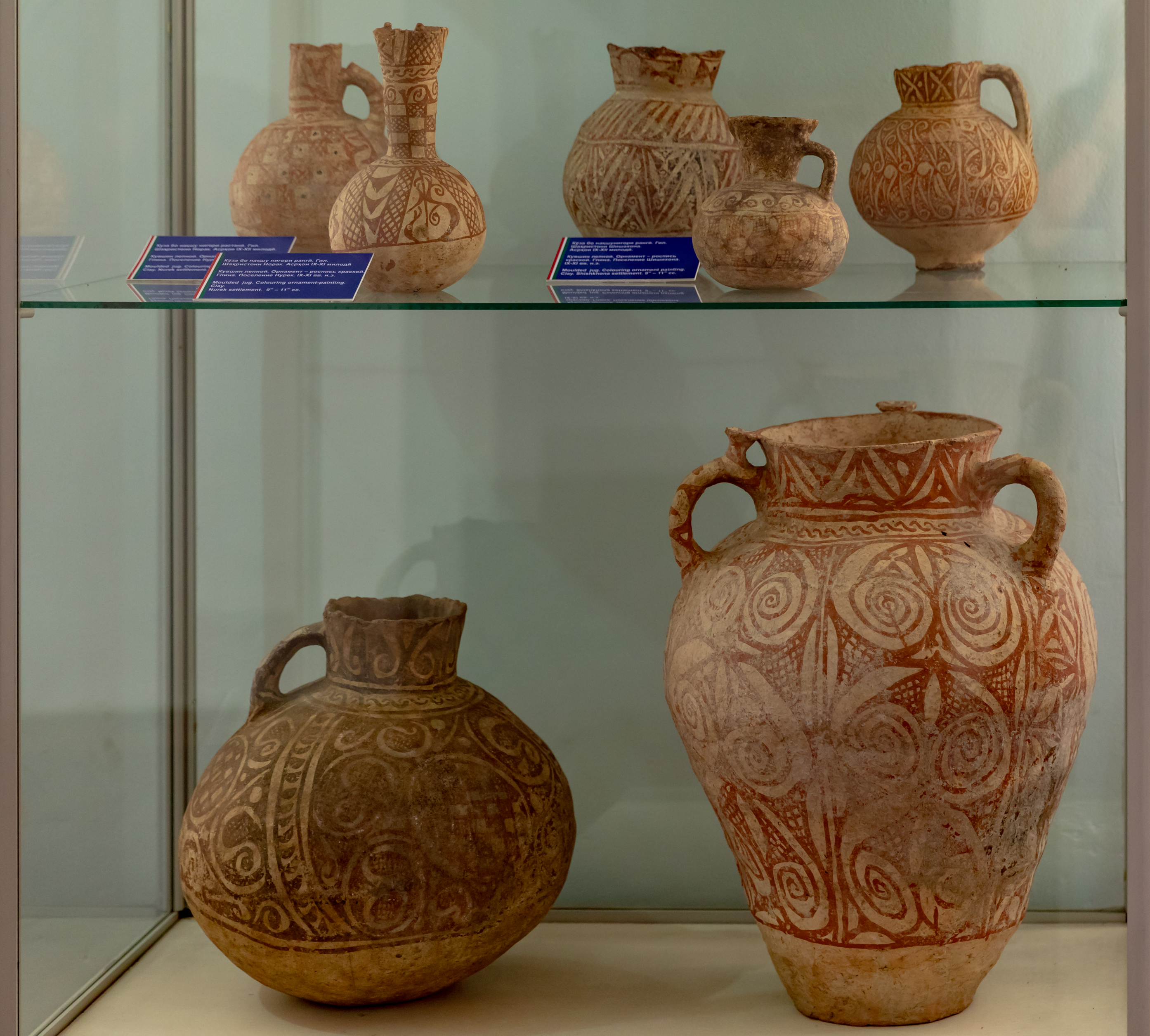
Декорированные гончарные изделия
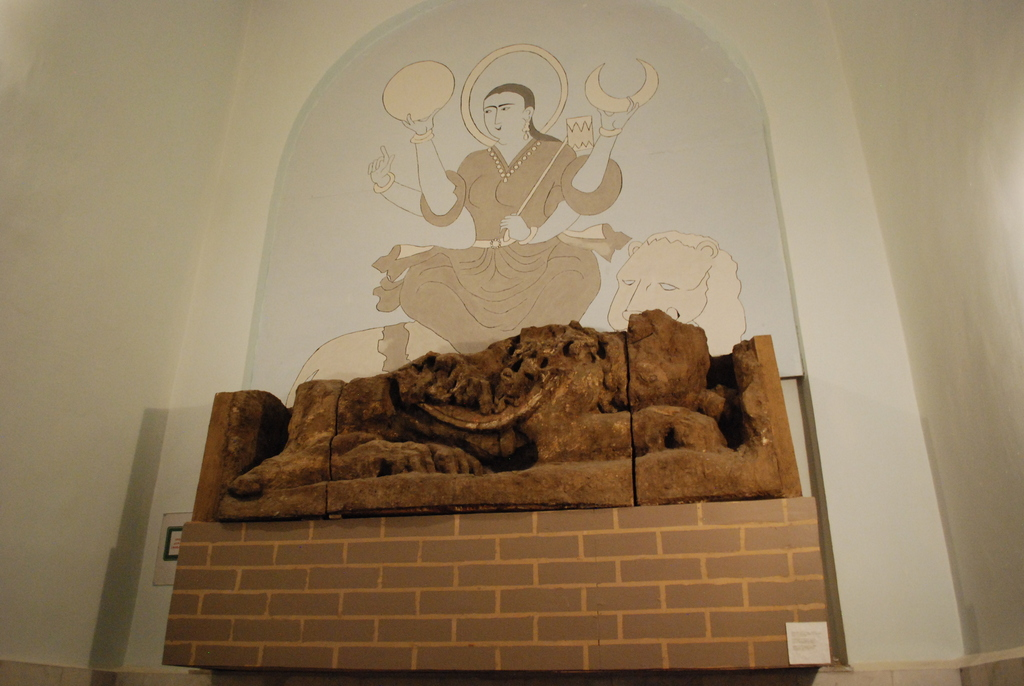
Лев и богиня Анахита, Пенджикент, ок. VI-VIII вв. н. э.